# Brdce, Hrastnik
Brdce (nemško Werze) so naselje v Občini Hrastnik. So najbolj vzhodna vas Občine Hrastnik in ležijo na prisojnem pobočju pod Ostrim vrhom ter vasjo Unično.